# Baie Hughes

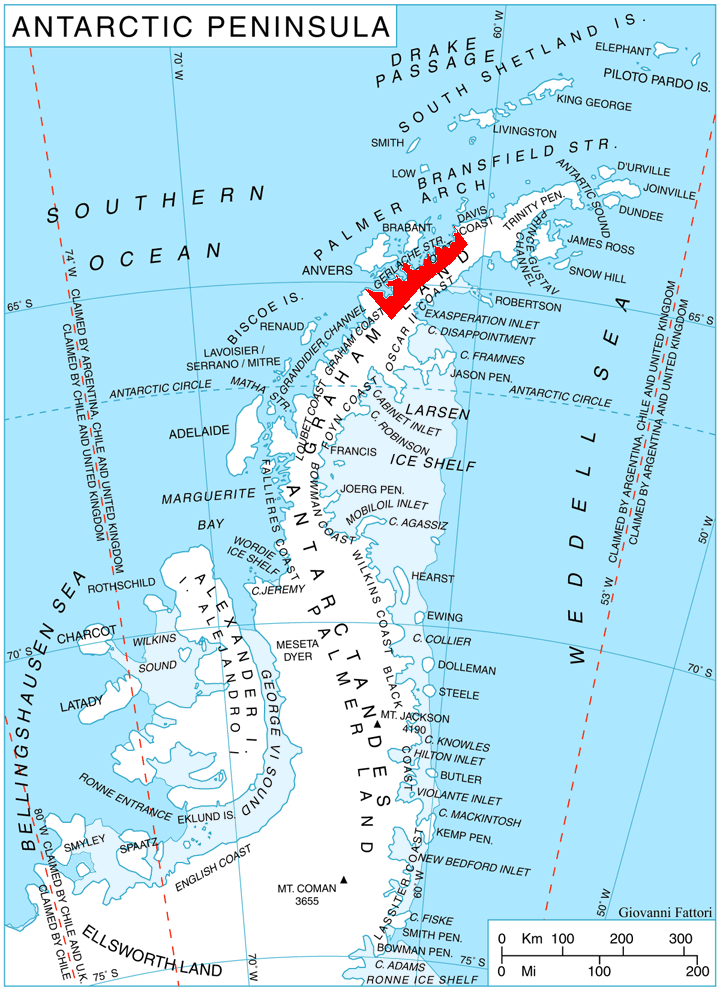
Localisation de la côte de Danco.

La baie Hughes est une baie située entre le cap Sterneck et le cap Murray, le long de la côte ouest de la péninsule Antarctique. 

## Géographie
La baie mesure 42 km de large et se trouve au sud de la péninsule de Chavdar et au nord de la péninsule de Pefaur (Ventimiglia), à 20 km à l'ouest de la Terre de Graham.

## Histoire
Il est probable que le capitaine du phoquier Cecilia, John Davis, a débarqué sans cette baie le 7 février 1821, devenant ainsi la premier homme à fouler le sol du continent antarctique.
Le nom est apparu sur les cartes au XIXe siècle; il commémore Edward Hughes, capitaine du Sprightly, un navire détenu par la société de chasse à la baleine londonienne Samuel Enderby & Sons, qui a exploité la zone entre 1824 et 1825.